# Faustí Barberà i Martí
Faustí Barberà i Martí   (Alaquàs, 20 de desembre de 1850 - 5 de gener de 1924) fou un metge, erudit i polític valencià, iniciador del valencianisme polític.

## Biografia

### Infantesa a Alaquàs
Fill de Victorià Barberà, mestre de l'escola d'Alaquàs, professor de música i organista de l'església parroquial, i de Fausta Martí. Faustí Barberà i Martí fou el cinquè de vuit germans, dels quals només sobrevisqueren ell i la seva germana Dolors.
Cursà estudis a l'escola primària a Alaquàs i continuà la seva formació a les Escoles Pies de València, on s'hi havia de desplaçar diàriament des de la residència familiar. Gràcies a les aficions musicals del pare, Faustí es familiaritzà de ben jove amb la música, de manera que, a la mort del pare el 1870, ell el substituí com a organista de la parròquia i també com a mestre d'escola.

### Estudi de medicina a València
Poc després de la mort del pare es traslladà amb la mare i la germana a València on inicià els estudis a la Facultat de Medicina i on dos anys més tard, el 1872, també moriria la seva mare.
L'any 1878 contragué matrimoni amb Encarnación Ferrandiz Alejos, la filla d'una acabalada família del municipi de Picanya, amb la qual tingué cinc fills dels quals només sobrevisqué una filla. L'any 1879 va rebre el títol de doctor en medicina i cirurgia de la Universitat Central amb una tesi doctoral amb el títol “De la Malaria” que va defensar el 1874 davant el tribunal.

### Epidèmies de còlera
Exercí la medicina a la Universitat de València, on destacà la seua tasca durant l'epidèmia de còlera del 1885. Per la feina a la seva demarcació va rebre la Creu de Beneficència per la seua "conducta profesional en aquellas históricas circunstancias", i dos anys més tard la medalla d'or de l'Institut Mèdic Valencià. L'any 1889 fundà la Revista Valenciana de Ciencias Médicas que sortiria cada quinze dies fins al 1924 i on ell mateix va publicar articles sobre la història de la medicina valenciana. El 1891 organitzà el primer Congrés Mèdic Regional de València per celebrar el 50è aniversari de l'Institut Mèdic Valencià. L'any 1892, com a reconeixement dels seus mèrits professionals, fou nomenat cavaller de l'Ordre d'Isabel la Catòlica i un any més tard fou admès com a acadèmic a la Real Academia de Medicina y Cirugía de Valencia. L'any 1894 la seva filla emmalaltia de diftèria i moria a l'edat de nou anys malgrat les cures del seu pare.

### Viatges per Europa
Després de la mort de la seva filla, inicià una sèrie de viatges per Europa que el dugueren a especialitzar-se i a centrar la seva pràctica mèdica en la otorrinolaringologia.
Primer restà a Viena vuit mesos en els quals aprofundí els seus coneixements sobre aquesta especialitat mèdica. Aquí prengué contacte amb el mètode oral pur per a l'ensenyament dels sordmuts que va difondre a Espanya a partir de la seva obra “De la enseñanza del sordomudo por el método oral puro”, publicada l'any 1895, i que dos anys més tard fou adoptada com a llibre de text pel Consejo de Instrucción Pública i per tots els col·legis de sordmuts d'Espanya. De 1897 a 1899 continuà viatjant per Europa, ampliant els seus coneixements d'otorinolaringologia i fent estudis pedagògics per a l'ensenyament dels sords. Visità França, Itàlia, Àustria i Alemanya, i de tornada a València obrí una clínica amb les tècniques més modernes del moment.

### Inici de l'activitat política
Amb el canvi de segle, Faustí Barberà inicià la seva trajectòria política. El 1901 fou nomenat vicepresident primer de la junta directiva de Lo Rat Penat. Un any més tard, a l'inici del curs d'aquesta associació, Barberà pronuncià una conferència on bastia les bases teòriques del valencianisme polític.
El 1907 creà amb alguns amics l'associació Societat Regionalista València Nova i convocà l'Assemblea Regionalista Valenciana, coincidint amb el segon centenari de la batalla d'Almansa i del Decret de Nova Planta que havia d'ésser l'expressió al País Valencià de la Solidaritat Catalana. El novembre del mateix any es casava en segones núpcies amb Joaquima Alcañiz i Altamira, amb la qual tingué un fill. Onze mesos després del matrimoni, però, se separaven per diferències personals.

### Darrers anys
Des de l'any 1919 a l'any 1921 fou president del Col·legi de Sordmuts i de Cecs de València, del que havia estat un dels promotors. Aquí introduí el mètode oral pur per a l'ensenyament dels sordmuts, el Braille pels cecs i el mètode Abreu per a l'ensenyament musical.
Faustí Barberà morí el 5 de gener de 1924 a l'edat de 73 anys.

## Valencianisme[5][6]

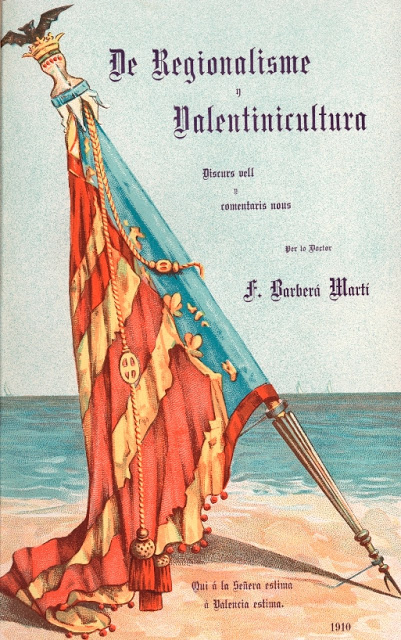
De Regionalisme i valentinicultura. Discurs vell i comentaris nous. (1920)

La conferència d'obertura de curs de l'associació Lo Rat Penat que l'any 1902 pronuncià Barberà com a president accidental de l'associació, és considerada l'acte de naixement del valencianisme polític.
En aquest discurs, publicat dos anys més tard sota el títol “De regionalisme i valentinicultura. Discurs vell i comentaris nous”, Barberà basteix les bases programàtiques i l'argumentari del nacionalisme valencià: reclama, per primer cop des del Decret de Nova Planta, el dret a governar-se de l'antic Regne de València, s'oposa a l'absorció i assimilació castellana, reclama l'ensenyament del valencià a l'escola i definí Espanya com un estat plurinacional. Segons Barberà, la situació valenciana era conseqüència de la desfeta d'Almansa i demanava com a solució el restabliment dels Furs.
El projecte presentat en el discurs, tot i que trobà alguns adeptes, va restar minoritari, i d'altra banda, també causà que s'intentés desacreditar la seva figura i fora apartat de la institució on havia exposat les seves idees. Això provocà que l'any 1904 Barberà fundés amb Josep Maria Puig i Torralva, Francesc Badenes i Dalmau, R. Andrés i Cabrelles, Eduard Boix, Isidre Torres i Francesc Costell l'associació cultural i política València Nova, amb un caràcter més progressista que Lo Rat Penat, i que presidí des de l'any 1906.
Sota la seva direcció, aquesta entitat va organitzar els dies 29 i 30 de juny de 1907 l'Assemblea Regionalista Valenciana, seguint l'exemple de la Solidaritat Catalana. L'Assemblea es concep com una gran festa que pretén "festejar el nòstre pasat y saludar al naixént esperit valencianiste: posar davant del'ànima valenciana un fet trascendentalissim de sa vida y estimular son patriotisme" (Barberà, Assemblea valencianista reunida...17).
Durant la seva presidència van augmentar considerablement el nombre d'activitats organitzades per l'associació com ara viatges, conferències o una iniciativa per tal que l'Ajuntament de València recuperés els noms històrics dels carrers. A partir d'una excursió al Puig de Santa Maria, organitzada pel Centre de Cultura Valenciana. Faustí Barberà s'implicà en la reivindicació de la restauració i conservació del monestir del Puig i en la valorització del monestir com a patrimoni històric i cultural dels valencians.
Quan el 1914 les Corts Espanyoles proposaren la constitució d'una Mancomunitat Llevantina (que incloïa el País Valencià, Múrcia i la província d'Albacete), fou un dels qui s'oposà més aferrissadament, avantposant el fet lingüístic a l'administratiu i reclamant una Mancomunitat Valenciana, com la Joventut Valencianista. També fou un dels signants de la Declaració Valencianista de 1918.
La tasca reivindicativa de Barberà es desenvolupà en dos fronts: "les institucions, on s'intentarà donar més visibilitat a les seues reivindicacions i la ploma, des d'on donarà pautes per fer més elegant la llengua i pretendrà difondre-la i treballar per recuperar la memòria històrica dels valencians".

### De Regionalisme i Valentinicultura
L'any 1910, Faustí Barberà publicà “De regionalisme i valentinicultura. Discurs vell i comentaris nous” on incloïa el discurs d'inici de curs de Lo Rat Penat, pronunciat el 7 de desembre de l'any 1902. Aquest llibre és considerat com el primer text teòric del valencianisme i del nacionalisme valencià modern.
Faustí Barberà havia pres contacte amb alguns dels incipients nacionalismes europeus en el seus viatges per Franca i el centre de Europa. Aquest coneixement l'ajuda a bastir l'aparell conceptual d'un nacionalisme valencià que pretén estar en sintonia amb altres nacionalismes peninsulars amb l'objectiu de redefinir Espanya com un estat plurinacional on es respecten i valoren les distintes identitats.
En el text “De regionalisme i valentinicultura” s'albiren ja, tanmateix, moltes de les dificultats i conflictes que acompanyaran al valencianisme durant tot el segle XX: la manca d'una estructura social i d'una articulació política modernes en una societat econòmicament premoderna i agrària, la interiorització del regionalisme per part de forces polítiques conservadores o blasquistes, les discrepàncies entorn de la llengua, el naixement del pancatalanisme, i el paper jugat per la burgesia espanyolista.

## La llengua[4]
Per a Faustí Barberà la reivindicació lingüística és intrínseca a la reclamació nacional com fa palès citant les paraules de Herder: "qui ataca la meua llengua vól robarme la meua intel·ligència, el meu módo de viure, el meu honor y'ls drets del meu poble" (De regionalisme 28).
Faustí Barberà resumeix les seves expectatives amb relació a la llengua a l'opuscle ”Per a Valencians. Planes redactades y tretes a llum per un fill de la terra amant de Sant Vicent Ferrer, de la seua llengua y de la pública honestedat”, publicat el 1913:
"volem lo milacre de sa restauració lliteraria y racional" i que "acabe pronte eixe desagrahiment, mogut per la ignorancia en que'ls valencians vivím respècte del idioma pròpi" (Per a valencians 25-26)
En el marc de la difusió i promoció de la llengua i la literatura autòctones, Barberà endegà una rellevant tasca editorial, donant a conèixer importants autors valencians. Així, edità “El Llibre que feu Macer de les erbes quina virtut han” a partir d'una traducció del segle xv de l'obra d'Othon de Meudon, abat de Beauprai, mort el 1611, que es va inspirar en els poemes escrits per Emili Macer el segle I aC.
S'interessà també i difongué l'obre de Carles Ros, notari del segle xviii, apassionat per la llengua, amb el que coincidia en algunes reivindicacions lingüístiques com la de l'oficialitat de la llengua.
L'any 1913, també publicà una obra sobre sant Vicent Ferrer que duia per títol “Per a valencians. Planes redactades y tretes a llum per un fill de la terra amant de Sant Vicent Ferrer, de la seua llengua y de la pública honestetat”. Es tracta d'un opuscle dividit en tres parts: la primera és un panegíric al predicador valencià; en la segona, es proposa la restauració de la llengua, i en la tercera, dona arguments perquè es recuperi l'ús del català al País Valencià.
A part de la seva tasca per promocionar i difondre la llengua, també va reflexionar sobre la necessitat d'una norma i publicà comentaris i consells per recuperar la genuïnitat de l'ortografia valenciana. (De regionalisme...28-29)
Finalment, cal assenyalar que fou amic d'Antoni Maria Alcover i col·laborà en la realització del Diccionari Català-Valencià-Balear.

## Obres
- De la enseñanza del sordomudo por el método oral puro (1894)
- La fisiología del lenguaje
- La intubación laríngea
- De Regionalisme i Valentinicultura (1902), discurs pronunciat en l'obertura del curs de Lo Rat Penat de 1902
- Conferencias sobre bio-bibliografía de Carlos Ros (1905)